# Liste der Kulturdenkmäler in Fischbach-Oberraden
In der Liste der Kulturdenkmäler in Fischbach-Oberraden sind alle Kulturdenkmäler der rheinland-pfälzischen Ortsgemeinde Fischbach-Oberraden aufgeführt. Grundlage ist die Denkmalliste des Landes Rheinland-Pfalz (Stand: 27. Juni 2022).

## Denkmalzonen
| Bezeichnung              | Lage                                                  | Baujahr         | Beschreibung | Bild            |
| ------------------------ | ----------------------------------------------------- | --------------- | --- | --------------- |
| Denkmalzone Kleiwersdell | Fischbach, nördlich des Ortes (Kleiwersdell 5–8) Lage | 19. Jahrhundert | in der ersten Hälfte bis zur Mitte des 19. Jahrhunderts entstandene Siedlung mit ärmlichen Häuschen, teilweise mit Stall, errichtet von nicht erbberechtigten Söhnen der großen Stockgüter, um einer lebenslangen Knechtschaft zu entgehen; bedeutendes sozialgeschichtliches Zeugnis der geschichtlichen Umbrüche in der Region während der ersten Hälfte des 19. Jahrhunderts | Fotos hochladen |

## Einzeldenkmäler
| Bezeichnung                                   | Lage                                               | Baujahr | Beschreibung | Bild                           |
| --------------------------------------------- | -------------------------------------------------- | ------- | --- | ------------------------------ |
| Katholische Filialkirche Sankt Karl Borromäus | Fischbach, An der Brücke Lage                      | 1925–27 | Rechtecksaal mit Chorturm, zweigeschossige Vorhalle, Sakristeianbau, 1925–27, Architekt Eisenhaus, Köln; mit Ausstattung; bauzeitliche Farbverglasung im Schiff, Entwürfe Jan Thorn Prikker, Chorfenster, 1936, Entwürfe Professor Anton Wendling, Aachen | weitere Bilder Fotos hochladen |
| Wegekreuz                                     | Fischbach, An der Brücke, westlich der Kirche Lage | 1786    | Schaftkreuz, bezeichnet 1786 | weitere Bilder Fotos hochladen |
| Portal                                        | Oberraden, Kapellenweg, an Nr. 1 Lage              | 1812    | aufwändiges Portal, spätbarocke und Louis-Seize-Motive, bezeichnet 1812 | weitere Bilder Fotos hochladen |
| Wegekreuz                                     | Oberraden, Talstraße Lage                          | 1810/20 | aufwändiges Sockelkreuz, Schiefer, wohl von 1810/20 | weitere Bilder Fotos hochladen |
| Hubertushof                                   | Oberraden, Talstraße 9 Lage                        | 1809    | geschlossene Hofanlage, bezeichnet 1809 (Wohnhaus) und 1811 (Wirtschaftsgebäude); Wohnhaus mit fünfachsigem Wohnteil und zweiachsigem Backhaus mit Altenteil, um 1900 angelegter Park                                                                     | weitere Bilder Fotos hochladen |